# Fonfría (Teruel)
Fonfría es un municipio y población de España, perteneciente a la Comarca del Jiloca, al noroeste de la provincia de Teruel, comunidad autónoma de Aragón, a 102 km de Teruel. Tiene un área de 20,35 km² con una población de 30 habitantes (INE 2012) y una densidad de 1,47 hab/km². El código postal es 44492.

## Demografía
Fonfría cuenta con una población de 35 habitantes (INE 2024).
| Gráfica de evolución demográfica de Fonfría entre 1842 y 2021 |
| |
| Población de derecho según los censos de población del INE Población de hecho según los censos de población del INEEn este censo se denominaba Fuenfría: 1842 Entre el censo de 1930 y el anterior, aparece este municipio porque se segrega del municipio 44023 (Allueva) Entre el censo de 1857 y el anterior, este municipio desaparece porque se integra en el municipio 44023 (Allueva) |

## Administración y política
| Período             | Alcalde                                    | Partido |  |
| ------------------- | ------------------------------------------ | ------- |  |
| 1979-1981 1981-1983 | Francisco García Pueyo Emiliano Lahoz Nuez | UCD     |  |
| 1979-1981 1981-1983 | Francisco García Pueyo Emiliano Lahoz Nuez | UCD     |  |
| 1983-1987           |                                            |         |  |
| 1987-1991           |                                            |         |  |
| 1991-1995           |                                            |         |  |
| 1995-1999           |                                            |         |  |
| 1999-2003           |                                            |         |  |
| 2003-2007           |                                            |         |  |
| 2007-2011           |                                            |         |  |
| 2011-2015           | Jesús Ricardo Lahoz Gargallo               | PSOE    |  |
| 2015-2019           |                                            | PAR     |  |
| 2019-2023           | Ana Isabel Moreno                          | PP      |  |

| Partido político    | Partido político                                   | 2003   | 2007   | 2011   | 2015   | 2019   |
| Partido político    | Partido político                                   | Ediles | Ediles | Ediles | Ediles | Ediles |
|                     | Partido Popular (PP)                               | —      | —      | —      | —      | 1      |
|                     | Partido Aragonés (PAR)                             | —      | —      | —      | 1      | —      |
|                     | Partido de los Socialistas de Aragón (PSOE-Aragón) | 1      | 1      | 1      | —      | —      |
|                     | Chunta Aragonesista (CHA)                          | —      | —      | —      | —      | —      |
| Total de concejales | Total de concejales                                | 1      | 1      | 1      | 1      | 1      |

## Cultura

### Patrimonio
- Iglesia de San Miguel (1744)
- Ermita de la Virgen de la Silla.

### Fiestas
- San Miguel y La Santa Cruz, Primer fin de semana de agosto.